# Hyporthodus
Hyporthodus (Gill, 1861) è un genere di pesci ossei marini appartenenti alla famiglia Serranidae.

## Distribuzione e habitat
Il genere è distribuito in tutti i mari e gli oceani tropicali e subtropicalie subtropicale. Nel mar Mediterraneo è presente, rara, la specie, H. haifensis.
Molte specie popolano acque abbastanza profonde del piano circalitorale, altre sono più costiere; si possono incontrare su fondali duri (più frequentemente) o molli.

## Tassonomia
Il genere comprende 16 specie:
- Hyporthodus acanthistius
- Hyporthodus chabaudi
- Hyporthodus cifuentesi
- Hyporthodus darwinensis
- Hyporthodus ergastularius
- Hyporthodus exsul
- Hyporthodus flavolimbatus
- Hyporthodus haifensis
- Hyporthodus mystacinus
- Hyporthodus nigritus
- Hyporthodus niphobles
- Hyporthodus niveatus
- Hyporthodus octofasciatus
- Hyporthodus perplexus
- Hyporthodus quernus
- Hyporthodus septemfasciatus